# Alla är fotografer
Alla är fotografer är en TV-serie med sex avsnitt per säsong med Johan Rheborg och Henrik Schyffert som hade premiär den 13 november 2013 i SVT 1.
I programmet försöker Johan Rheborg och Henrik Schyffert att "ta den perfekta bilden" och träffar krigsfotografer, konstnärer, modefotografer, skolfotografer och porträttfotografer. De utsätts för olika utmaningar där de får kämpa för att förbättra sitt eget fotograferande. Producent är Carl Tofft.
Andra säsongen av programmet började sändas den 4 mars 2015.

## Medverkande
- Johan Rheborg
- Henrik Schyffert
- Sigge Eklund ( säsong I, redaktör och manus)
- Maria Fredriksson ( säsong II, redaktör och manus)
- Carl Tofft (producent)

## Avsnitt

### Säsong 1
| Avsnitt | Tema                               | Innehåll | Datum            |
| ------- | ---------------------------------- | --- | ---------------- |
| 1       | Självporträttet                    | Henrik och Johan får uppdraget att ta ett självporträtt som berättar vilka de egentligen är. Fotograferna Emma Arvida Byström och Julia Peirone hjälper dem.                                                                     | 13 november 2013 |
| 2       | Analog vs digital                  | Johan åker studentflak och ska försöka ta en konstnärlig bild med sin smartphone. Henrik lär sig hantera en analog storformatskamera tillsammans med en "hemlig expert".                                                         | 20 november 2013 |
| 3       | Familjeporträttet                  | Henrik praktiserar som skolfotograf och Johan ska fotografera sin dotter på ett nytt sätt. Mike Bender från AwkwardFamilyPhotos.com visar några av världens fånigaste familjebilder.                                             | 27 november 2013 |
| 4       | Kändisbilden                       | Henrik ska sätta sin egen prägel på omslagsbilden till Veckorevyn. Johan ska ta ett Hollywoodporträtt av Pernilla August tillsammans med fotografen Thron Ullberg. Leif-Erik Nygårds som tog den sista bilden av Marilyn Monroe. | 4 december 2013  |
| 5       | Gatufotografiet                    | Johan åker till Barcelona med Jens Olof Lasthein för att fotografera karaktärer nära på stan. Henrik får hjälp av Magnus Wennman att lära sig berätta en historia med bilder.                                                    | 11 december 2013 |
| 6       | Den vackra bilden                  | Henrik och Johan ska fotografera skönhet, natur och intressant arkitektur. Bilderna får inte innehålla människor. | 18 december 2013 |
| 7       | Julspecial: Fotot i sociala medier | I sex avsnitt har Henrik och Johan jagat den perfekta bilden. Men fick de några likes? Webstrategen och sociala mediegeniet Sigge Eklund förklarar nätets spelregler och låter killarna likes-tävla på instagram.                | 24 december 2013 |

### Säsong 2
| Avsnitt | Tema                | Innehåll | Datum        |
| ------- | ------------------- | --- | ------------ |
| 1       | Den manliga blicken | Johan får i uppdrag att porträttera en kvinnlig chef utan att använda sig av slitna könsklichéer. Till sin hjälp har han fotografen Emilia Bergmark-Jiménez. Och Henrik ska plåta en kommersiell underklädesreklam, som inte får vara sexistisk och som coach har han sin värsta kritiker, genusfotografen Tomas Gunnarsson. | 4 mars 2015  |
| 2       | Konstfotot          | Henrik Schyffert och Johan Rheborg ska gräva i sig själva och söka upp ett smärtsamt barndomsminne. Johan får hjälp av fotografen och konstnären Johan Willner medan Henrik samarbetar med konstnären Aida Chehrehgosha. | 11 mars 2015 |
| 3       | Hovfotografen       | Henrik Schyffert och Johan Rheborg utforskar begreppet hovfotograf, alltså fotografen som helt måste underkasta sig sin arbetsgivare. Som uppdrag får Johan den otacksamma uppgiften att fota hardcoregruppen The Haunted. Till sin hjälp har han Rock Emma d.v.s. fotografen Emma Svensson. Henrik ska skildra äkta kärlek och arbeta som bröllopsfotograf under en dag med hjälp av fotografen Therese Winberg.                                 | 18 mars 2015 |
| 4       | Ögonblicket         | När Henrik Schyffert och Johan Rheborg fotograferar spelar turen en alltför stor roll. De ger varandra därför i uppdrag att lära sig av proffsen, planera det oförutsägbara ögonblicket. Henrik ska fota balett på operan och porträttera dansens klimax. Han får råd av fotografen Beata Bergström. Johan ska övervinna sin badhusfobi och ta en maxad undervattensbild av simstjärnan Sarah Sjöström, tillsammans med fotografen Joel Marklund. | 25 mars 2015 |
| 5       | Turistfotot         | Henrik Schyffert och Johan Rheborg tittar närmare på turistbilder och jämför sina egna foton med dem man kan se i resebolagens kataloger. De åker tillsammans till Rhodos där Johan går på kurs hos en professionell resefotograf (Martina Tsogas) och Henrik ska fotografera "baksidan" och träffar därför öns enda pressfotograf Mantikos Argiris.                                                                                              | 1 april 2015 |
| 6       | Ytterligheterna     | Henrik Schyffert och Johan Rheborg funderar över vad som gör vissa bilder viktiga, angelägna och ikoniska. De ger varandra i uppdrag att fota var sin bild av Sverige 2015. Johan ska porträttera en av Sveriges tuffaste arbetsplatser tillsammans med fotografen Sanna Sjöswärd, medan Henrik ska följa privilegierade sportbilsentusiaster under en dag. Henrik får råd och hjälp av fotografen Caspar Hedberg.                                | 8 april 2015 |